# Псалом 108
Сто восьмий псалом — 108-й псалом із книги Псалтир (у масорецькій нумерації — 109-й). Являє собою молитву-прокляття проти ворогів.

## Надпис та авторство псалма
Псалом має стандартний надпис «Начальнику хору. Псалом Давида» (івр. לַמְנַצֵּחַ לְדָוִד מִזְמוֹר)‎. Надпис у Септуагінті — грец. Εἰς τὸ τέλος· ψαλμὸς τῷ Δαυΐδ, що у слов'янській Біблії перекладається як «Наприкінці, псалом Давиду». Згідно з написом, автором є цар Давид.

## Зміст та богослужбове використання псалма
Після короткого вступу, де псалмоспівець звертається до Бога зі скаргою на своїх ворогів, слідує список зведених на них прокльонів, який і становить основний зміст псалма. Прокляття складені з великою витонченістю, це одна з найстрашніших збірок прокльонів у Біблії. Наприклад:
Хай не буде співчуваючого йому; нехай не буде милуючого сиріт його;

 Нехай буде потомство його на смерть, і нехай згладиться їхнє ім'я в наступному роді.
Завершується псалом молитвою про допомогу і обіцянням прославити Господа за дароване ним спасіння.
У християнській традиції псалом розуміється як пророчий, а прокляття, що в ньому містяться, — як звернені до Юди Іскаріота та інших винуватців розп'яття Ісуса Христа. Апостол Петро в Діяння 1:20 цитує цей псалом стосовно Юди.
Використання псалма у богослужбовій практиці диктується його змістом. Так, уривки з цього псалма входили до складу псалмокатари — середньовічного обряду грецької церкви, що застосовувався для накладення прокляття на злочинців, що ховалися від правосуддя.
У православній церкві псалом читається у Велику п'ятницю на 6-й годині.
Через свій «неполіткоректний» зміст цей псалом виключений із читань у сучасній Католицькій церкві.

## Псалом 108 у культурі
- У зв'язку з конфіскацією монастирським наказом земель Воскресенського монастиря Росії патріарх Никон відслужив молебень із читанням псалма на адресу своїх кривдників[1][2].